# Vitbrynad trädnäktergal
Vitbrynad trädnäktergal (Cercotrichas leucophrys) är en fågel i familjen flugsnappare.

## Utseende och läte
Vitbrynad trädnäktergal är en medelstor medlem av släktet med gråbrun ovansida, tydligt vitt ögonbryns- och mustaschstreck samt diagnostisk streckning på bröst och flanker. Fåglar i nordöstra Afrika har rostfärgad rygg och stjärt med ordentligt vitt på övre delen av vingarna, medan sydligare fåglar är brunare ovan med vitt begränsat till två tydliga vingband. Sången är karakteristisk, i engelsk litteratur återgiven som "twee-too-too". Även varianter av andra darrande behagliga toner kan höras.

## Utbredning och systematik
Vitbrynad näktergal är vida spridd i Afrika söder om Sahara. Den delas upp i nio underarter i två grupper, med följande utbredning:
- leucoptera-gruppen
  - Cercotrichas leucophrys leucoptera – sydöstra Sydsudan, centrala och södra Etiopien, nordvästra Somalia och norra Kenya
  - Cercotrichas leucophrys eluta – södra Somalia (Juba) och närliggande nordöstra Kenya
  - Cercotrichas leucophrys vulpina – sydcentrala Kenya till längst i nordost i Tanzania
- leucophrys-gruppen
  - Cercotrichas leucophrys zambeziana – allra sydligaste Sydsudan samt norra och östra Demokratiska republiken Kongo till västra Kenya och vidare söderut till Malawi, norra Moçambique och östra Zimbabwe
  - Cercotrichas leucophrys brunneiceps – centrala Kenya till nordöstra Tanzania (väster om Kilimanjaro till Loliondo)
  - Cercotrichas leucophrys sclateri – centrala Tanzania
  - Cercotrichas leucophrys munda – Kongofloden till centrala Angola och Demokratiska republiken Kongo (Katanga)
  - Cercotrichas leucophrys ovamboensis – södra Angola till sydvästra Zambia, norra Botswana, norra Namibia och västra Zimbabwe
  - Cercotrichas leucophrys leucophrys – södra Zimbabwe och östra Sydafrika söderut utmed kusten till Östra Kapprovinsen

### Familjetillhörighet
Trädnäktergal med släktingar ansågs fram tills nyligen liksom bland andra stenskvättor, stentrastar och buskskvättor vara små trastar. DNA-studier visar dock att de är marklevande flugsnappare (Muscicapidae) och förs därför numera till den familjen.

## Levnadssätt
Vitbrynad trädnäktergal hittas i par i skogslandskap, framför allt i torrare savann. Där ses den trycka i vegetationen, springa på marken med stjärten rest på jakt efter föda eller sjunga från en synlig sittplats.

## Status
Arten har ett stort utbredningsområde och beståndet anses stabilt. Internationella naturvårdsunionen IUCN listar den därför som livskraftig (LC).